# São Caetano de Odivelas
São Caetano de Odivelas – miasto i gmina w Brazylii, w stanie Pará. Znajduje się w mezoregionie Nordeste Paraense i mikroregionie Salgado.